# Piper PA-46
Piper PA-46 — семейство американских лёгких одномоторных самолётов общего назначения с герметичной кабиной. Разработка компании Piper Aircraft. Выпускался с 1983 г. в нескольких модификациях — Piper Malibu, Piper Malibu Mirage и Piper Malibu Meridian, последняя — с турбовинтовым двигателем. Широко используется в авиации общего назначения США и других стран, в частности для пассажирских перевозок на местных авиалиниях.
Один из наиболее распространенных типов самолётов в КНДР - именно на этом самолете сингапурец Арам Пам совершил 15 полетов над КНДР в 2013-2017 годах[значимость факта?].

## Технические данные

### Двигатель
- Тип: Турбовинтовой двигатель
- Производитель: Pratt & Whitney, Канада
- Индекс: PT6A-42А
- Термодинамические мощность: 1029 SHP
- Взлётная мощность: 500 л.с.

### Пропеллер
- Производитель: Hartzell
- Число лопастей: 4, в некоторых модификациях - 5
- Тип: изменяемого шага, флюгируемый
- Диаметр: 208 см

### Вес
- Максимальный взлётный вес: 2310 кг
- Максимальный вес: 2329 кг
- Вес стандартно оборудованного самолёта: 1562 кг

### Размеры
- Размах крыла: 13,11 м
- Длина: 9,02 м
- Высота: 3,44 м
- Кабина, длина: 3,75 м
- Приборная панель с задней перегородкой
- Ширина кабины: 1,25 м
- Высота кабины: 1,19 м
- Площадь крыла: 17,0 м²
- Вместимость топливного бака: 644 л
- Максимальная скорость: 481 км/ч
- Дальность перелёта с полным топливным баком: 1885 км (4,2 часа)
- Скороподъёмность: 474 м/мин
- Практический потолок: 9144 м
- Посадочный пробег: 311 м